# Robotech

Robotech é uma série animada de ficção científica de 85 episódios baseada em três séries de anime sem nenhuma relação entre elas. Lançada pela empresa americana Harmony Gold em 1985, Robotech provavelmente foi a primeira série de anime a despertar o interesse por este tipo de animação no Ocidente, além de ser uma das primeiras a difundir-se em nível mundial. Se reconhece como criador de Robotech como sendo Carl Macek.
Antes do lançamento da série de TV, o nome Robotech foi usado pelo fabricante do model kit Revell em sua linha de Robotech Defenders em meados da década de 1980. A linha consistia em model kits de mechas importados do Japão apresentados em animes como The Super Dimension Fortress Macross (1982), Super Dimension Century Orguss (1983) e Fang of the Sun Dougram (1981).
Ao mesmo tempo, a distribuidora Harmony Gold licenciou a série de Macross para lançamento diretamente em vídeo em 1984, mas seus planos de merchandising foram comprometidos pela distribuição prévia de Revell dos kits Macross. No final, ambas as partes assinaram um acordo de co-licenciamento e o nome Robotech foi adotado para a sindicação de Macross na televisão combinando com as séries Super Dimensional Cavalry Southern Cross e Genesis Climber Mospeada. Reeditou-se as linhas argumentais, reeditou-se os capítulos, alterou-se a trilha sonora original, e reescreveu boa parte dos diálogos para lhe dar alguma coeerencia a nova história. A razão desta fusão se deve por que as redes de televisão americanas exigiam um mínimo de 65 episódios para transmitir programas de animação cinco dias por semana, e nenhuma destas três séries chegava a este número sozinha (Macross tinha 36, Southern Cross 23 e Mospeada 25). Para chegar a um número de episódios divisível por cinco, Harmony Gold criou um capítulo com clipes de Macross e de Southern Cross (capítulo 37, Dana´s Story) que vincula a primeira e a segunda parte da série. Além disso, para poder ser transmitida nos EUA, a série sofreu a censura de algumas cenas consideradas inapropriadas para uma série infantil. A série popularizou o gênero dos mechas (robôs gigantes) transformers em todo o mundo, ao mostrar veículos cujas transformações em robôs eram coerentes. A série também adaptou o primeiro OVA da série de anime Megazone 23 e desenvolveu o filme Robotech I: The Untold Story.
O resultado desta combinação é uma história sobre as sucessivas guerra que a humanidade mantém com três raças de extraterrestres durante três gerações pelo controle de uma fonte de energia chamada protocultura. O trabalho de integras as histórias de três séries que originalmente não tinham nenhuma relação foi complexo e por um lado permitiu fortalecer a história de cada uma das três séries originais dando-lhe um sabor épico, por outro lado deixou inúmeras inconsistências e perguntas a responder.
Existe também uma uma série de Robotech escrita durante a década de 80 por "Jack McKinney" que se desenrolam mais detalhe da história que se veio na série e vincula melhor as três gerações, além de relatar histórias que transcorrem entre as três distintas séries e que não existiam material original. Muitos fãs de Robotech criticam o desenvolver da história que dizem haver discrepâncias com a série original, inconsistências e uma inclinação ao misticismo irrelevante para o final da saga.
Harmony Gold USA tentou produzir uma sequência de Robotech com animação original intitulada Robotech: Sentinels, mas o projeto foi cancelado em 1986 por problemas com o merchandising e a valorização do yen frente ao dólar, então em 1987 os estúdios Harmony Gold USA lançou um fime chamado Robotech II: The Sentinels que seria uma história depois da Saga Macross de Robotech, mas infelizmente o filme foi um fracasso total.
Em 2006, o Harmony Gold USA (EUA) junto com os estúdios DR.Movie (Coréia do Sul) e Tatsunoko (Japão) lançou um filme de animação chamado Robotech: The Shadow Chronicles.

## Linha do tempo

### EUA
- AD 2008: Macross Zero (2003 – 2004)
- AD 2009 – 2014: Robotech: The Macross Saga (1985)
- AD 2022: Robotech II: The Sentinels (1987)
- AD 2027: Robotech I: The Untold Story (1986)
- AD 2029 – 2030: Robotech: The Masters (Southern Cross) (1985)
- AD 2030 – 2042: Robotech II: The Sentinels (1987)
- AD 2040: Macross Plus (1994 – 1995)
- AD 2042 – 2044: Robotech: The New Generation (Mospeada) (1985)
- AD 2044: Robotech II: The Sentinels (1987), Robotech: The Shadow Chronicles (2006), Robotech: Love Live Alive (2013)
- AD 2045 – 2046: Macross 7 (1995)
- AD 2047: Macross Dynamite 7 (1998)
- AD 2059: Macross Frontier (2008 – 2011)
- AD 2067: Macross Delta (2016)

### Japão
- AD 2008: Macross Zero (2003 – 2004)
- AD 2009 – 2010: The Super Dimension Fortress Macross: Do You Remember Love? (1984)
- AD 2009 – 2012: Super Dimensional Fortress Macross (1983)
- AD 2012: The Super Dimension Fortress Macross: Flash Back 2012 (1987)
- AD 2031: The Super Dimension Fortress Macross: Do You Remember Love? (1984)
- AD 2040: Macross Plus (1994 – 1995)
- AD 2045 – 2046: Macross 7 (1995)
- AD 2047: Macross Dynamite 7 (1998)
- AD 2059: Macross Frontier (2008 – 2011)
- AD 2062: Super Dimension Century Orguss (1983 – 1984)
- AD 2067: Macross Delta (2016)
- AD 2080: Genesis Climber Mospeada (1984)
- AD 2082: Super Dimension Century Orguss (1983 – 1984)
- AD 2092: Super Dimensional Fortress Macross II: Lovers Again (1992)
- AD 2120: Super Dimension Cavalry Southern Cross (1984)
- AD 2282: Super Dimension Century Orguss 02 (1994 – 1995)
- AD 2855: Megazone 23 (1985 – 1990)

## Séries fundidas
- Super Dimensional Fortress Macross
- Super Dimensional Cavalry Southern Cross
- Genesis Climber Mospeada